# MAG (videogioco)
MAG (originariamente noto come MAG: Massive Action Game) è uno sparatutto in prima persona MMO in esclusiva PlayStation 3 sviluppato da Zipper Interactive. È stato annunciato da Sony alla conferenza stampa dell'E3 2008. Vari sottotitoli sono stati presi in considerazione all'inizio, tra i quali MAG: Shadow War, MAG: Zero, MAG: Global Assault e MAG: Final Hour. MAG è stato pubblicato negli Stati Uniti il 26 gennaio 2010 e in Europa il 27 gennaio 2010. Il 28 gennaio 2014 sono stati chiusi i server necessari al comparto multigiocatore online, rendendo di fatto inutilizzabile il gioco, in quanto privo di modalità offline.

## Trama
2025: le nazioni di tutto il mondo sembrano convivere pacificamente, ma sotto la superficie imperversa la Guerra Ombra, un conflitto segreto tra le compagnie militari private (PMC) che competono per la supremazia globale.

## Modalità di gioco
Il gioco utilizza una nuova architettura di server per supportare le battaglie online fino a 256 giocatori divisi in 8 squadre: 4 squadre formano un plotone, e 4 plotoni formano una compagnia. Ogni squadra è guidata da un giocatore che è all'interno del suo gruppo il più alto di grado, i quali possono impartire direttive o prendere parte direttamente allo scontro.
Il trailer del gioco all'E3 2008 mostrava ampi spazi, diverse tattiche come attacchi aerei e lanci con paracadute e una discreta varietà di veicoli, dai tank e APCs agli aerei.

## Fazioni
MAG contiene tre differenti fazioni di compagnie militari private: la Seryi Volk Executive Response (S.V.E.R., pronunciato "Sever"), la Raven Industries e la Valor Company. I giocatori possono personalizzare volto, voce e divisa dei loro personaggi, come anche armi e kit che porteranno in battaglia.

## Sviluppo
L'11 novembre 2009 il Senior Community Manager degli sviluppatori, Jeremy Dunham, ha annunciato che MAG è entrato nella quarta fase di beta testing, con la presenza di ben 6.000 correzioni rispetto alla precedente beta.
Dal 4 al 10 gennaio 2010 è stato possibile scaricare dal PlayStation Network la versione beta del videogioco.
Nel corso degli anni furono pubblicati alcuni DLC che aggiungevano nuove missioni.
Nel febbraio 2011 gli utenti che avevano sottoscritto un abbonamento a PlayStation Plus avevano la possibilità di scaricare e giocare il titolo gratuitamente fino al livello otto, dopo aver terminato la prova ed acquistato il gioco, l'esperienza guadagnata sarebbe stata conservata e mantenuta nella versione finale.
Sony ha deciso che nel corso di gennaio 2014 i server di MAG cesseranno l'attività per un necessario riassesto delle risorse.

## Accoglienza
La rivista Play Generation lo classificò come il quinto migliore titolo sparatutto, quinto migliore online e secondo migliore per Move del 2010.